# Olympisches Dorf (Vancouver)

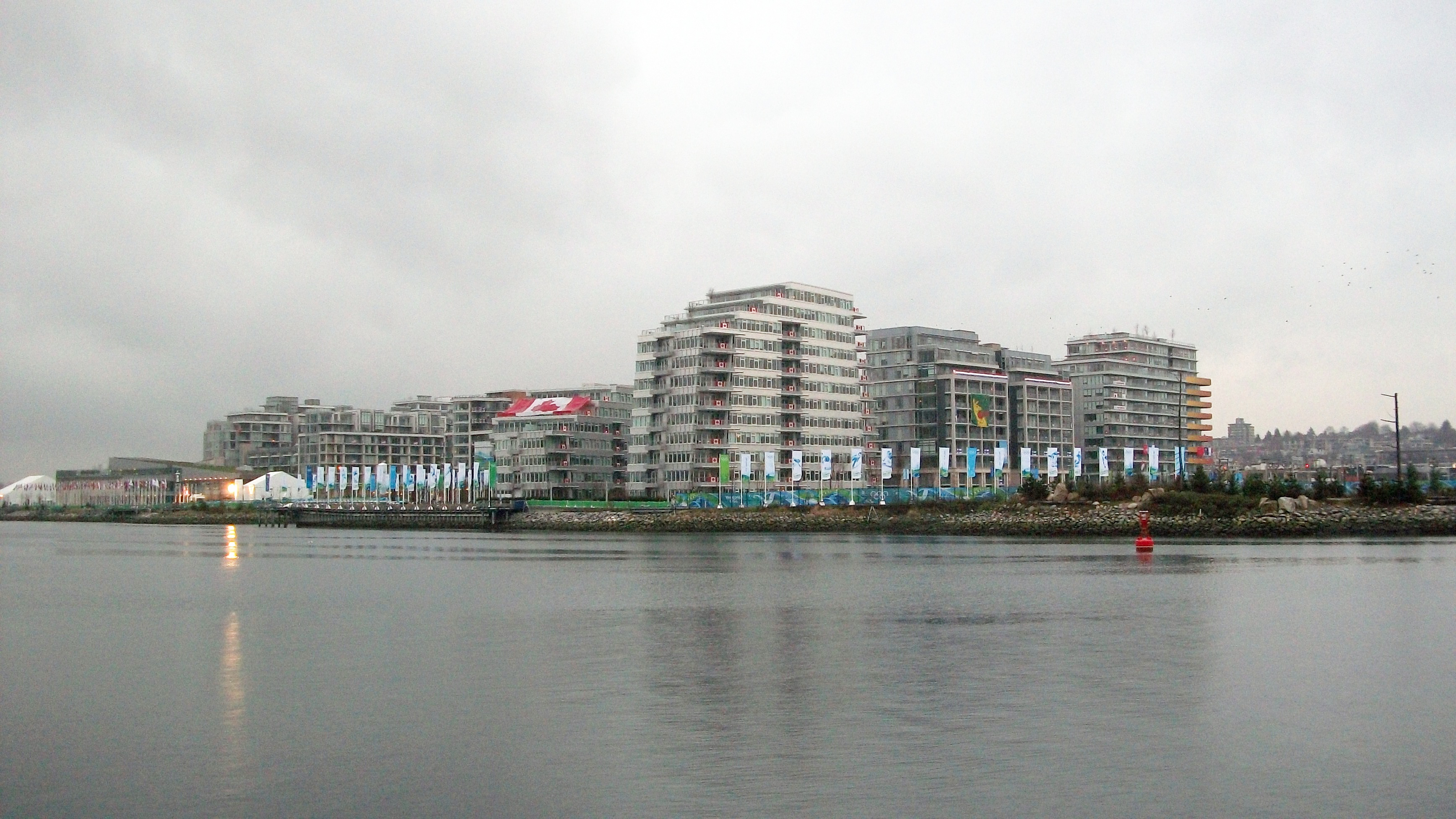
Das olympische Dorf

Das olympische Dorf für die Winterspiele 2010 in Vancouver bestand aus einer Einheit in Vancouver und einer Einheit in Whistler. Die Wohnfläche der Anlage beträgt circa 111.000 m² (1,2 Millionen Square feet).

## Vancouver
Das olympische Dorf in Vancouver befindet sich südöstlich von Downtown Vancouver, im Gebiet Southeast False Creek. In unmittelbarer Umgebung liegt unter anderem das Museum Science World. Seinen Namen verdankt False Creek der Tatsache, dass die damaligen Entdecker von Vancouver ursprünglich annahmen, dass dieser Meerausläufer weiter ins Landesinnere reichen würde – dem war allerdings nicht so, weswegen False Creek (englisch wörtlich für Falscher Bach) seinen Namen bekam.
Ursprünglich wurde das Gebiet Southeast False Creek für industrielle Zwecke genutzt. Durch den Official Development Plan der Stadt Vancouver wurde das Gebiet in sieben Untergebiete unterteilt. Das Olympic Village war dabei die erste Parzelle, welche von diesem Plan umgesetzt wurde. Die Baukosten betrugen schlussendlich rund 1 Milliarde US$. Ursprünglich waren jedoch nur 47 Millionen US$ budgetiert worden.
Das olympische Dorf bot während der Olympischen Spiele rund 2800 Athleten Platz. Es wurde am 1. November 2009 an VANOC (The Vancouver Organizing Committee for the 2010 Olympic and Paralympic Winter Games) übergeben und dieses gab es der Stadt am 7. April 2010 wieder zurück. Für die Nutzung nach den Olympischen Spielen ist ein Verkauf als Wohnungen vorgesehen. Am 16. Mai begann der Verkauf an die Öffentlichkeit. Aufgrund der Krise am Immobilienmarkt läuft dieser Verkauf bis jetzt aber schlecht und noch nicht einmal die Hälfte aller Wohnungen wurde verkauft.
Auszeichnungen: Die Überbauung bekam für ihr innovatives nachhaltiges Design die Auszeichnung „LEED Gold“ und „LEED Platinum“, welche vom Kanadischen „Green Building Council“ vergeben wird.

## Whistler
Whistler liegt 130 Kilometer, oder ca. 1,5 Stunden Autofahrt, nördlich von Vancouver und beherbergte 2850 Athleten und Funktionäre. Der Bau des olympischen Dorfes in Whistler kostete 32 Millionen Dollar und die Gebäude werden heute für Unterkünfte für sportliche Anlässe, als Mitarbeiterwohnungen und als Trainingszentrum für Athleten weitergenutzt. Zudem wurde ein Teil der Anlage in eine Lodge umgebaut.